# Apple Filing Protocol
Apple Filing Protocol (AFP) – protokół 6 warstwy (warstwy prezentacji) modelu OSI, który oferuje usługi plików dla systemu operacyjnego OS X i Mac OS. Standardowo pracuje na porcie numer 548. Implementacją tego protokołu dla systemu Linux jest Netatalk.
W Mac OS 9 i starszych wersjach systemu AFP był podstawowym protokołem dla usług plików.